# Суводол (Демир Хисар)
Суводол (мкд. Суводол) је насеље у Северној Македонији, у југозападном делу државе. Суводол припада општини Демир Хисар.

## Географија
Насеље Суводол је смештено у југозападном делу Северне Македоније. Од најближег већег града, Битоља, насеље је удаљено 30 km северно.
Суводол се налази у југоисточном делу области Демир Хисар. Насеље је положено у горњем делу тока Црне реке, у долинском делу. Источно од насеља издиже се планина Древеник. Надморска висина насеља је приближно 670 метара.
Клима у насељу је континентална.

## Становништво
По попису становништва из 2002. године Суводол је имао 415 становника.
Претежно становништво у насељу су етнички Македонци (89%), док су у мањини Албанци (7%) и Турци (3%). До почетка 20. века претежно становништво у насељу били су Албанци.
Већинска вероисповест у насељу је православље.